# Amenis
Amenis là một chi bướm ngày thuộc họ Bướm nâu.